# Сельяма, Юлиус Юрьевич
Юлиус Фридрих Сельямаа или на русский манер Юлиус Юрьевич Сельяма (8 апреля 1883, Синди, Перновского уезда Лифляндской губернии  — 17 июня 1936, Таллин) — эстонский журналист, политик и дипломат, секретарь и заместитель главы эстонского Земского совета и член Эстонского парламента (I Riigikogu).

## Биография
Из крестьянской семьи. В 1899—1902 годах учился в учительской семинарии в Риге, с 1902 по 1905 был школьным учителем в д. Таали, в 1905—1909 года директором школы, в 1909—1914 руководитель школы Ракверского Образовательного Общества.
В 1914 году он переехал в Петербург, где с 1915 по 1918 изучал право Петроградском университете, работал «Pealinna Teataja» (журнал Капитал) и парламентским корреспондентом в Государственной думы IV созыва.
В 1917 делегат I Всероссийского съезда Советов рабочих и солдатских депутатов, член Первого ВЦИК. В конце 1917 года избран во Всероссийское учредительное собрание в Эстляндском избирательном округе по списку № 3 (Эстонская трудовая партия). 5 января 1918 года участвовал в единственном заседании Учредительного собрания, вошел во фракцию народных социалистов. В 1918—1921 главный редактор «Vaba Maa» (Свободная страна) ежедневной газеты, органа Эстонской трудовой партии. Лидер этой партии после гибели Юри Вильмса.
Начал свою дипломатическую карьеру в феврале 1918 года в качестве члена первой эстонской делегации (1917—1918) в Советскую Россию, где он совместно с Йоханом Лайдонером представлял Эстонию. В 1919—1920 участвовал в эстонско-советских мирных переговорах. В 1922—1928 был послом в Латвии, в 1925—1926 в Литве, в 1928—1933 в Советском Союзе.
С октября 1933 по апрель 1936 он был министром иностранных дел. В 1934-м короткое время был заместителем премьер-министра. Впоследствии он был назначен послом в Риме, но умер от рака до вступления в должность.
Похоронен в Таллине на кладбище Рахумяэ.

## Награды
- 1920 — Орден Крест Свободы III класса 2 степени,
- 1932 — Орден Эстонского Красного Креста, I степени II подстепени,
- 1934 — Орден Орлиного креста за заслуги I класса